# Kangasala
Kangasala je finská obec sousedící s Tampere. Žije v ní asi 30 000 lidí na 658,02 km². Obec byla založena v roce 1865.

## Historie
Na místě dnešní Kangasaly byla ve středověku velká panství (finsky kartano). Nejznámějšími jsou Liuksialan kartano, kde na konci 16. století žila po smrti svého manžela, švédského krále Erika XIV. bývalá švédská královna Kaarina Maununtytär , a Wääksyn kartano, kde zase žila Kaarina Hannuntytär.
Dne 10. června roku 1604 vyschla řeka Sarsanvirta, skrz kterou odtékala voda z jezer Vesijärvi a Längelmävesi do jezera Roine. Důvodem bylo, že asi deset kilometrů jihovýchodně od řeky došlo k náhlému rozšíření koryta potoka s peřejemi Hykiänkoski (dnes Kostianvirta), kterým částečně přetékala voda z jezera Pälkänevesi do jezera Mallasvesi, které je na stejné úrovni jako Roine. V důsledku toho se otočil směr toku říčky Iharinkoski, která dříve odváděla vodu z Pälkänevesi do Längelmävesi. Došlo k poklesu hladiny jezera Längelmävesi a Sarsanvirta vyschla. Tato událost na malém potoku tak měla důsledky pro obrovskou oblast, neboť jezero Längelmävesi je dlouhé několik desítek kilometrů. Ze Sarsanvirty zbylo jen mrtvé rameno Sarsanuoma.
Později v roce 1830 byl mezi jezery Längelmävesi a Roine prokopán kanál Kaivannon kanava, čímž hladina Längelmävesi klesla ještě více až na úroveň jezera Roine. Říčka Iharinkoski tím byla přerušena.
Kangasalský kamenný kostel byl postaven v 60. letech 17. století. V druhé polovině 19. století v něm byly instalovány varhany.
Po vypuknutí finské občanské války 31. ledna 1918 v kangasalské vsi Suinula rudí v takzvaném Suinulském krveprolití povraždili 17 a zranili 26 neozbrojených zajatců. Vedle Tampere se tak i Kangasala stala rudou. Bílí ji zase ovládli až 22. března
Ke Kangasale se 1. ledna 2005 připojila obec Sahalahti, čímž se zvětšila o asi 3 800 lidí a 172 km².